# Oberea laterinigricollis
Oberea laterinigricollis là một loài bọ cánh cứng trong họ Cerambycidae.